# Jatropha phillipseae
Jatropha phillipseae là một loài thực vật có hoa trong họ Đại kích. Loài này được Rendle mô tả khoa học đầu tiên năm 1898.